# پگی لیپتون
پگی لیپتون (به انگلیسی: Peggy Lipton)، با نام کامل مارگارت-اَن لیپتون (زادهٔ ۳۰ اوت ۱۹۴۶ – درگذشتهٔ ۱۱ مهٔ ۲۰۱۹)، هنرپیشه و خواننده اهل ایالات متحده آمریکا بود.

## مرگ
در سال ۲۰۰۴ مشخص شد که لیپتون به سرطان روده بزرگ دچار شده‌است. در ۱۱ مهٔ ۲۰۱۹ دو دختر او اعلام کردند که مادرشان بر اثر همین سرطان درگذشته است.

## فیلم‌شناسی

### فیلم
- آبی (۱۹۶۸)
- توئین پیکس: با من بر آتش برو (۱۹۹۲)
- اسرار (۱۹۹۲)
- پستچی (۱۹۹۷)
- جوخه مد (۱۹۹۹)
- کارآموز (۲۰۰۰)
- هنگامی که در رم (۲۰۱۰)
- توئین پیکس: تکه‌های گمشده (۲۰۱۴)
- هدف یک سگ (۲۰۱۷)

### مجموعه تلویزیونی
- افسونگ (۱۹۶۵)
- آقای نواک (۱۹۶۵)
- ویرجینیایی (۱۹۶۶)
- توئین پیکس (۱۹۹۰ تا ۱۹۹۱)
- آلیاس (۲۰۰۴)
- قواعد نامزدی (۲۰۰۷)
- غیب‌گو (۲۰۱۴)
- توئین پیکس (۲۰۱۷)